# 忍者とロシアの関係
本項では忍者とロシアの関係について記述する。ロシアは鎖国下にあった日本において忍者が最初期に対峙した欧米国家であると同時に、ロシアも忍者の存在の認知や研究が行われた最初の外国のひとつであった。

## 鎖国下のロシア船来航と忍者
現在の青森県に位置する弘前藩では、17世紀から明治3年にかけて『早道之者』という忍びの集団が存在していた。早道之者は関ヶ原の戦いの際弘前藩にかくまわれた石田三成の次男重成の息子である杉山吉成がその成立に関わっていたとされる。シャクシャインの戦いにおいて侍大将として諜報活動に従事したのを端緒とし、吉成の死後津軽信政が甲賀から中川小隼人という忍者を雇い入れたことで早道之者は発足した。当初の任務はアイヌ民族の動向の監視が主であったが、ロシアが蝦夷地に来航を始めるとそれに対する警備のため早道之者が動員された。幕末には60名の忍びが弘前藩に仕えていたことを記す名簿も残されている。
1807年の文化露寇の際に、伊賀組同心の平山行蔵は罪人で構成された軍を蝦夷地に派遣するという策を幕府に上申しているが、これはその性質上盗賊と関連のある忍者集団の再興を意味するとの意見もある。ただし、この策は幕府に受け入れられることはなかった。
また、蝦夷地探検で知られ、のちに隠密としても活動した間宮林蔵は、文化露寇やゴローニン事件に関わりがあった。しかし厳密には隠密と忍者は異なるものである。

## ロシアにおける忍者研究の進展
20世紀にはいると、ロシア側でも徐々に忍者の研究が行われるようになった。
1899年にウラジオストックで生まれた朝鮮系ロシア人（高麗人）であるロマン・キムは7歳で日本に留学、慶應義塾幼稚舎に入学して少年期を過ごした。
帰国後、モスクワに移り東洋学院で日本語と極東の歴史についての講師になったキムは、同じソ連の作家ボリス・ピリニャークが1927年に来日時の経験をもとに執筆した『日本印象記―日本の太陽の根蔕』において日本の歴史と文化についての注釈を著しているが、そこで忍者や忍術に関する詳細な記述を残している。これはロシアで初めての忍者に関する解説書であり、世界的に見ても最も早い海外における忍者研究のひとつである。1930年代に入っても、キムは訪日する友人に忍術の文献をロシアに持ち帰らせるなど研究を続行し、忍者に関しての新たな論文の執筆を計画していた。
しかし同時にキム自身も、ソビエト連邦に仕えたスパイであった。1937年には日本の在ソ日本大使館と、大使館付武官の官舎の金庫から機密文書を押収した功績により、赤星勲章を授与されている。しかし同じ年に今度は日本のスパイとして逮捕され、終戦まで秘密警察の収容所で機密文書の翻訳の仕事に従事させられた。このため結局忍者に関する論文の執筆は中断することとなる。戦後は自身の経験を生かしてスパイ小説の作家に転身し、中編小説『幽霊たちの学校』では忍術を扱った。このような彼の活動から、キムはしばしば「ソ連の忍者」と称される。